# Санация (Польша)

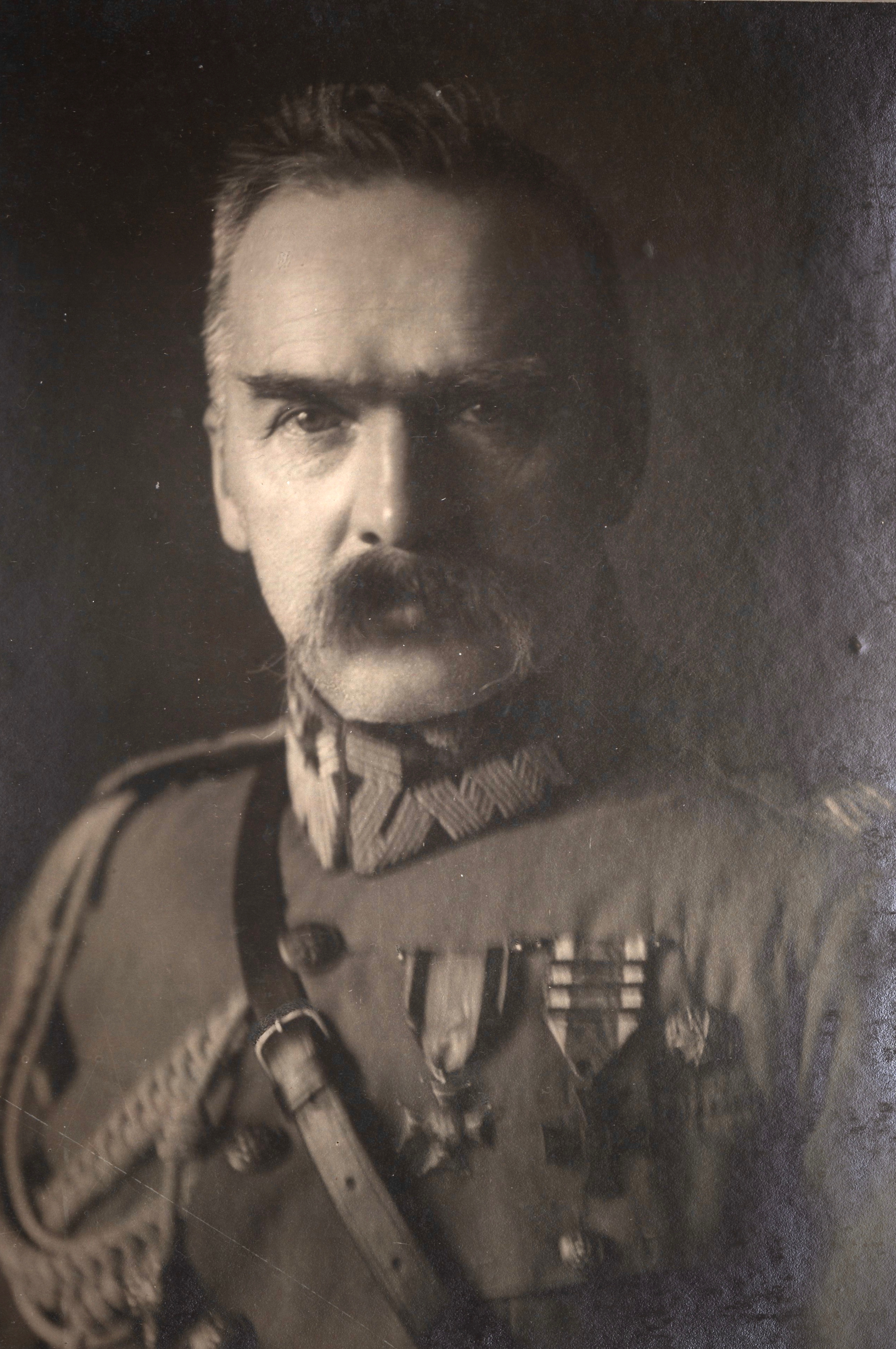
Юзеф Пилсудский

Сана́ция (пол. Sanacja, от лат. Sanatio — «оздоровление») — обиходное наименование политического движения и политического режима, возникшего в связи с провозглашением Юзефом Пилсудским лозунга «моральной санации» общественной жизни в Польше, выдвинутого в ходе подготовки и во время майского переворота 1926 года.

## История
Основу движения составили бывшие армейские офицеры, питавшие отвращение к коррупции в польской политике.
Санация была коалицией разных политических сил с акцентом на ликвидацию коррупции и сокращение инфляции.
Главной политической организацией санации был Беспартийный блок сотрудничества с правительством (1928—1935) (пол. Bezpartyjny Blok Współpracy z Rządem Józefa Piłsudskiego (BBWR)), а с 1937 года — Лагерь национального объединения.
В августе 1926 года в Конституцию 1921 года были внесены существенные поправки. Президент получил право досрочно распускать Сейм и Сенат и назначать новые выборы, издавать декреты, имеющие силу закона до момента утверждения или не утверждения их парламентом. Сейм начал работать на сессионной, а не на постоянной основе. Лишь президент имел право открывать и закрывать его сессии. Вводилась предварительная цензура прессы.
Санация установила авторитарное правление, боролась с коммунизмом, провозглашала тезисы о кризисе демократии, необходимости крепкой власти и ликвидации оппозиционных партий. В целом режим Пилсудского носил правоцентристский, консервативно-патерналистский характер.
Примерами борьбы с оппозицией, среди прочего, были: создание концентрационного лагеря в Берёзе-Картузской, Брестский процесс, объявление вне закона Лагеря Великой Польши, а также Национально-радикального лагеря, ограничения свободы печати и собраний.
В апреле 1935 года, незадолго до смерти Пилсудского, в Польше была принята новая Конституция, в которую вошли основные принципы Санации: сильное централизованное государство с президентской системой правления. Вскоре после смерти Пилсудского движение столкнулось с рядом внутренних проблем и разногласий: в конце концов оно распалось на три отдельных направления:
1. Левая санация (пол. Lewica sanacyjna), с лидером Валерием Славеком (пол. Walery Sławek), которая стремилась к соглашению с оппозицией;
2. Замковая группа (пол. Zamek), сформированная вокруг президента Игнация Мосцицкого (проживавшего в Варшавском Замке — отсюда и название) — центристы;
3. Правая санация (пол. Prawica sanacyjna), группировавшаяся вокруг Эдварда Рыдз-Смиглы в союзе с Лагерем национального объединения — националисты.

Первое из этих направлений вскоре потеряло своё значение, а две другие продолжали борьбу за влияние до начала войны.
17 марта 1938 года Польша, предъявила Литве ультиматум с требованием признать Виленский край, оккупированный Польшей в 1920 году, неотъемлемой частью польского государства. В противном случае Польша угрожала оккупировать всю страну. Польские войска начали обстрел литовской территории. СССР предложил Литве установить дипотношения, однако предупредил Польшу о том, что Правительство СССР выступит за независимость Литвы, и в случае Польско-литовского конфликта будет считать Польско-советский пакт о ненападении денонсированным. Правительство Литвы 19 марта 1938 года приняло требование Польши открыть границы. Между Литвой и Польшей были установлены дипломатические отношения.
Вторая мировая война положила конец правительству санации, но её деятели сохранили значительные связи в эмигрантском правительстве и его подпольных структурах в Польше. Идеологию санации ныне поддерживает Конфедерация независимой Польши.